# Lac Bacqueville
Der Lac Bacqueville ist ein See im Norden der kanadischen Provinz Québec.

## Lage
Der See befindet sich 40 km östlich des Lac Chavigny, 80 km nordöstlich des Lac Minto sowie 90 km südwestlich des Lac La Potherie.
Der langgestreckte See mit West-Ost-Ausrichtung besitzt eine stark gegliederte Uferlinie. Er hat eine Länge von 58 km und eine Breite von über 5 km. Die Seefläche beträgt 185 km². Der See liegt im Bereich des Kanadischen Schilds auf einer Höhe von etwa 202 m.
Der Lac Bacqueville wird vom Rivière La Goudalie, einem linken Nebenfluss des Rivière aux Feuilles, entwässert.
Der See wurde in Erinnerung an Seigneur de Bacqueville et de La Potherie, Claude Charles Le Roy (1663–1736), benannt.